# Uhrturm (Sierck-les-Bains)

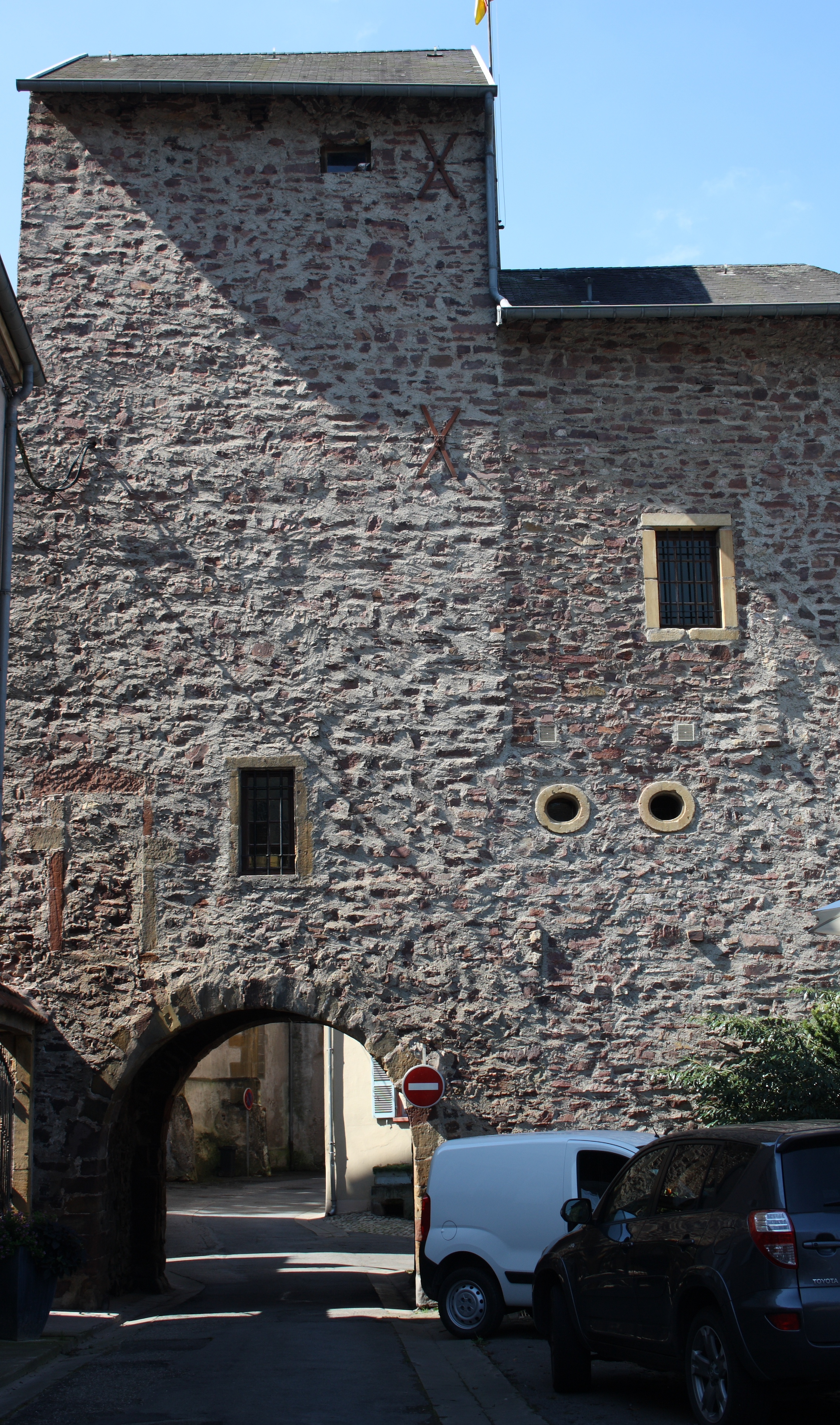
Uhrturm in Sierck-les-Bains

Der Uhrturm (auch als „Gefängnisturm“ bezeichnet) in Sierck-les-Bains, einer französischen Gemeinde im Département Moselle in der historischen Region Lothringen, ist ein im Jahr 1294
erbautes Stadttor.

## Geschichte
Unter Friedrich III., Herzog von Oberlothringen, wurde der Turm als Teil der Stadtbefestigung errichtet. Er diente vor dem 15. Jahrhundert als Stadttor und wurde später als Gefängnis genutzt. Nach der französischen Besetzung der Stadt im Jahr 1643 wurde an den Turm eine Uhr angebracht, weshalb er seitdem als Uhrturm bezeichnet wird.
Zwischenzeitlich an Privatpersonen vermietet, beherbergt der nun restaurierte Turm ein kleines Stadtmuseum.

## Architektur
Der rechteckige Turm mit drei Stockwerken besteht aus Bruchstein und wird von einem Satteldach aus Schiefer bedeckt. Der aus Hausteinen gefertigte Bogen im Erdgeschoss ermöglicht die Durchfahrt zur später entstandenen Vorstadt.